# بریسی (گیاه)
بریسی  (نام علمی: Cadaba farinosa) نام یک گونه از سرده بریسی است.